# 緒川尊
緒川 尊（おがわ たける、1983年3月10日 - ）は、日本の俳優。エビス大黒舎所属。兵庫県出身。旧芸名、小川 尊（読み同じ）。身長185cm。

## 来歴
2001年横浜国立大学映画研究部にて自主映画制作を開始。役者を志し現代製作舎アクターズアカデミー赤坂入所。
2003〜2008年まで唐十郎に師事し、劇団唐ゼミ☆の旗揚げに関わり年3〜4本ペースで唐十郎作品の舞台に参加。
劇団唐ゼミ☆退団後、自主・商業の映像作品に出演。

## 出演

### 映画
- とどまるか、なくなるか（2002年11月30日、瀬田なつき監督） - 体育教師役
- アメリカ刑事（2003年、高橋洋監督） - 生徒役
- 人の砂漠『屑の世界』（2010年2月27日、後閑広監督） - 警察官役
- 真夜中の羊（2010年、ポール・ヤング監督） - 警察官役
- 面影（2010年、万田邦敏監督） - 準主役
- zero noire（2010年、伊藤丈紘監督） - 堀木役
- 新世界の夜明け（2011年10月29日、リム・カーワイ監督）[4][5]
- ゴメンナサイ（2011年10月29日、安里麻里監督） - 先生役[6]
- 携帯彼女（2011年、安里麻里監督） - サラリーマン役
- MISSING（2011年、佐藤央監督）
- ヒミズ（2012年1月14日、園子温監督）
- リアル鬼ごっこ（2012年5月19日、安里麻里監督） - カケバヤシ役[7][8][9][10]
- すーちゃん まいちゃん さわ子さん（2013年3月2日、御法川修監督） - 取引先同僚役
- バイロケーション（2014年1月18日、安里麻里監督）
- 不気味なものの肌に触れる（2014年3月1日、濱口竜介監督）

### テレビ
- 贖罪　第1話・最終話（2012年1月8日・2月5日、WOWOW） - 警官 役
- MONSTERS 　第6話（2012年11月25日、TBS） - 部下 役
- beポンキッキーズ　ロンゴマックス - ゼロの声[11]
- 昼のセント酒　第3話（2016年4月23日、テレビ東京）
- きみはペット　第1・7話（2017年2月、フジテレビ） - 外報部社員 役
- ジョフウ 〜女性に××××って必要ですか?〜 第4話（2025年4月23日、テレビ東京） - 保乃の同僚 役　※小川尊名義

### CM
- 日本コカ・コーラ「紅茶花伝」
- アクサダイレクト「チームアクサ」篇 - 整備士役
- 富士重工業「SUBARU 路篇」 (日本テレビ金曜ロードSHOW!内でオンエア)[12]
- スーツのはるやま　アイシャツ「プロダクトヒーロー」篇
- 長野ろうきん
- JT「ひとつずつですが、未来へ。」マナーの取り組み篇
- 日本HP「Reinvent Work - 北陸銀行」篇

### 舞台
- ジョン・シルバー（2002年、劇団唐ゼミ☆公演）[13]
- 少女都市からの呼び声（2003年、劇団唐ゼミ☆公演）[14]
- 鉛の心臓（2003年、劇団唐ゼミ☆公演）[15]
- 黒いチューリップ/盲導犬（2005年9月27日-10月9日、新国立劇場日替わり公演）[16]
- お化け煙突物語（2006年、劇団唐ゼミ☆公演）[17]
- ユニコン物語（2006年、劇団唐ゼミ☆公演）[18]
- ジョン・シルバー(続)（2007年、劇団唐ゼミ☆公演）[19]
- オイディプス王（2013年2月14日-2月24日、さいたまネクスト・シアター公演）
- 幻の絵馬（2014年2月、泉鏡花×鳥山昌克vol.3）

### その他
- WEBドラマ　イトーヨーカドー『I to You のある生活　vol.5 フレアフレグランス「アーユス」』編[20]
- ラジオドラマ　ピートのふしぎなガレージ　(2015年1月17日、24日)　TOKYO FM
- 三菱電機「明日へテクテク」篇（新聞広告）
- Vシネマ　首領の道  完結編 - 仙石士郎役　辻裕之監督
- VP　中之島マンション
- VP　COOP